# Nacim Bacila Neto

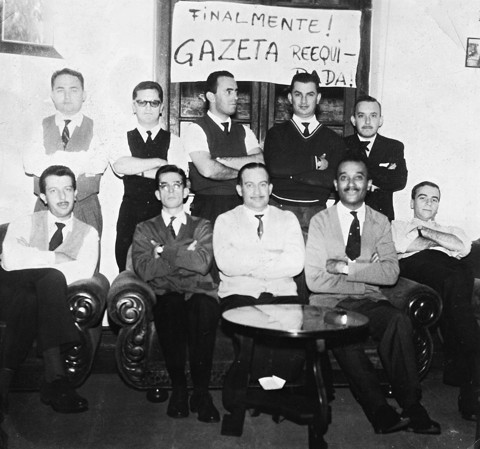
Primeiro grupo de redatores da Gazeta do Povo quando reorganizada por Francisco Cunha Pereira Filho. Entre eles Nacim Bacila Neto, sentado à esquerda, Newton Stadler de Souza e Roberto Muggiati.

Nacim Bacila Neto (Palmeira, 21 de agosto de 1925 – Curitiba, 2 de março de 1989) foi um advogado, jurista e jornalista brasileiro. Destacou-se como jornalista no periódico Gazeta do Povo, onde também foi redator, quando da sua aquisição por Francisco Cunha Pereira Filho em 1962. Foi conselheiro e presidente do Tribunal de Contas do Estado do Paraná por duas vezes, primeiramente em 1970 e no biênio 1975-1976, além de ter ocupado o cargo de corregedor e de primeiro presidente do seu Conselho Superior. Presidiu o Comitê Paraná-Ohio, importante órgão que, desde a década de 1960, visa à aproximação comercial e cultural entre o estados americano e brasileiro. Foi homenageado com o seu nome em duas vias nos municípios de Palmeira (Paraná) e Curitiba. Nacim Bacila Neto era primo do cientista paranaense Metry Bacila.